# Matamala de Almazán
Matamala de Almazán és un municipi de la província de Sòria, a la comunitat autònoma de Castella i Lleó.